# Бар-Бургазы
Бар-Бургазы или Барбургазы́ — река в России, протекает по Республике Алтай. Устье реки находится в 252 км по правому берегу реки Чуя (Юстыд). Длина реки — 50 км, площадь водосборного бассейна — 493 км².
Берёт начало из озера Асхату-Куль на высоте 2723,1 м над уровнем моря.

## Этимология
Название происходит от алт. боро — 'серый', монг.  burgusu,burgasun — 'ива, тальник'.

## Притоки
- 20 км: Талдуайры (пр)
- 26 км: Куруозек (пр)
- 33 км: Корумту (пр)
- 39 км: Караоюк (лв)

## Данные водного реестра
По данным государственного водного реестра России относится к Верхнеобскому бассейновому округу, водохозяйственный участок реки — Катунь, речной подбассейн реки — Бия и Катунь. Речной бассейн реки — (Верхняя) Обь до впадения Иртыша.